# Cassique d'Équateur
Cacicus sclateri
Espèce
Statut de conservation UICN

 LC  : Préoccupation mineure
Le Cassique d'Équateur (Cacicus sclateri) est une espèce d'oiseaux de la famille des ictéridés qu’on retrouve en Amérique du Sud.

## Distribution
Le Cassique d’Équateur se retrouve dans l’est de l’Équateur et le nord du Pérou.

## Habitat

Répartition du Cassique d'Équateur.

Ce cassique fréquente les forêts des basses terres, les lisières forestières et les plantations à proximité.  Il semble avoir une préférence pour les varzeas.